# Јединица 731
Јединица 731 је била тајна јединица Јапанске царске војске, задужена за тајни развој и употребу биолошког оружја. Ова јединица је спроводила смртоносне експерименте над људима током Другог кинеско-јапанског рата (1937—1945) и Другог светског рата. Одговорна је за неке од најозлоглашенијих ратних злочина које су починили Јапанци. Званично име јединице у Царској јапанској војсци је било Кемпеитаи политичко одељење и лабораторија за испитивање спречавања епидемија, и првобитно је успостављена као политичка и идеолошка секција Кемпеитаи војне полиције пре рата на Пацифику. Идеја је била да се ова јединица супротставља идеолошком или политичком утицају непријатеља, и да ојача идеологију војних јединица.

## Опис
Јединица је била прерушена у јединицу за прочишћавање воде у области Пингфанг североисточног кинеског града Харбина, дела марионетске државе Манџукуо. У првој фази, јединица је радила против комунистичке пропаганде, али је проширила своја деловања у другим смеровима.
Грубо узев, постала је пандан немачким нацистичким СС пропагандним одељењима. Промовисала је веровање у јапанску расну супериорност, бавила се контраобавештајним и обавештајним делатностима, и сарађивала са органима државе Манџукуо
Око десет хиљада људи, цивила и војника, кинеске, корејске, монголске, и руске националности, је подвргнуто експериментима које је спроводила јединица 731. Одређени број америчких и европских савезничких ратних заробљеника је такође умрло у рукама јединице 731. Осим тога, употреба биолошког оружја развијеног у програму за биолошко ратовање јединице 731, је довела до смрти десетина хиљада људи у Кини - можда чак до 200.000 по неким проценама.
Многи научници који су радили у јединици 731 су изградили каријере у политици, на универзитетима, бизнису и медицини. Неке су ухапсиле совјетске снаге, и суђено им је за ратне злочине у Хабаровску; други, који су се предали Американцима, су амнестирани у замену за приступ подацима које су сакупили.
Због своје бруталности, акције јединице 731 су Уједињене нације прогласиле за ратне злочине.

## Активности
У специјалном пројекту под кодним именом Марута су вршени експерименти над људима. Људи над којима су вршени експерименти су узимани из околне популације, и некада су их еуфемистично називали деблима (maruta, 丸太). Овај израз је настао као шала, дела особља услед чињенице да су просторије које су коришћене пред локалним властима представљане као пилана. Експерименти су између осталог вршени над децом, старим особама и трудницама. Многи експерименти и сецирања су вршени на живим људима без употребе анестетика јер се веровало да би то могло да утиче на резултате, или да није неопходно јер су субјекти били везани.

### Вивисекција
- Над ратним заробљеницима је вршена вивисекција без анестезије[6][5]
- Вивисекција је спровођена на заробљеницима инфицираним разним болестима. Научници су спроводили инвазивне хируршке процедуре над заробљеницима, уклањајући органе како би проучавали ефекте болести на људско тело. Ово је вршено док су пацијенти још били живи, јер је сматрано да би процес декомпозиције утицао на резултате.[7][5] Међу инфицираним и вивисекцираним заробљеницима су били мушкарци, жене и деца.[8]
- Вршена је вивисекција над трудним женама, које би понекад оплодили доктори, и фетус је уклањан.[9]
- Заробљеницима су ампутирани удови како би се проучавао губитак крви.
- Одстрањени удови су понекад поново спајани на супротним деловима тела.
- Неким заробљеницима су удови замрзавани и ампутирани, а другима су удови замрзавани па отапани како би се проучавали утицаји нелечене гангрене и труљења.
- Неким заробљеницима је хируршки уклањан желудац и једњак привезиван на црева.
- Делови мозга, плућа, јетре, итд. су одстрањивани неким заробљеницима.[10][6][5]

### Тестирање оружја
- Људске мете су коришћене за тестирање ручних бомби постављених на различитим удаљеностима и у различитим позицијама.[5]
- Бацачи пламена су тестирани на људима.[5]
- Људи су везивани и коришћени као мете за тестирање биолошког и хемијског оружја, као и експлозива.[5]

### Биолошко ратовање
- Заробљеницима су убризгаване болести уместо вакцина, како би се проучавала њихова дејства.[5]
- Како би се проучавали ефекти нелечених венеричних болести, мушкарци и жене заробљеници су намерно заражавани сифилисом и гонорејом силовањем, а затим проучавани.
- Заробљеници су излагани бувама, како би се сакупиле велике количине бува за преношење болести у циљу проучавања изводљивости биолошког ратовања.
- Заражене буве, инфицирана одећа и намирнице су стављане у бомбе и бацане на разне мете. Услед колере, антракса и куге ширене на овај начин се процењује да је умрло око 400.000 Кинеза.[5]
- Јединица 731 (са јединицама 1644, 100 и другим) је доспела иза фазе тестирања биолошког оружја, и прешла на активно биолошко ратовање, против Кинеза (цивила и војника) током Другог светског рата. Инфициране буве, узгајане у лабораторијама Јединице 731 и Јединице 1644, су ширене из нисколетећих авиона изнад области насељених Кинезима, као што је обалски град Нингбо 1940, и град Чангде, провинција Хунан, 1941. Ова војна дејства су узроковала епидемију куге која је усмртила на хиљаде кинеских цивила[11].

### Други експерименти
- Неки заробљеници су вешани наопачке да се види колико ће им требати да се угуше[5].
- Неким заробљеницима су даване инјекције са ваздухом у артерије да се утврди време потребно за наступање емболије.[5]
- Неким заробљеницима су даване инјекције коњског урина у бубреге[5].
- Неким заробљеницима није давана храна и вода да се утврди колико времена је потребно да умру.
- Неки заробљеници су убијани у коморама са високим притиском.
- Неки заробљеници су излагани екстремним температурама како би се утврдило колико дуго ће преживети, и да би се проучавали ефекти труљења и гангрене на људско месо[5].
- Вршени су експерименти како би се утврдила веза између температуре, опекотина и људског преживљавања.
- Неки заробљеници су стављани у центрифуге док не умру.
- Неким заробљеницима су даване инјекције са животињском крвљу како би се тестирали ефекти овога.
- Неки заробљеници су излагани смртоносним дозама икс-зрака.
- Коришћене су гасне коморе за тестирање разних хемијских оружја на заробљеницима.
- Неким заробљеницима су даване инјекције са морском водом како би се утврдило да ли она може бити замена за салин.